# Elena Bosch Fusté
Elena Bosch Fusté (Barcelona, 1972) és una biòloga i professora universitària catalana.
Llicenciada en Biologia a la Universitat de Barcelona el 1995 i, després doctorada a la Universitat Pompeu Fabra, s'ha especialitzat en genètica de poblacions, exerceix com a professora a les llicenciatures en biologia i medicina humanes de la UPF i és membre fundadora de l'Institut de Biologia Evolutiva (IBE) de Barcelona, del qual és subdirectora des de l'any 2017. La seva tesi doctoral versà sobre la diversitat genòmica de les poblacions nord-africanes. Va ser assistent de recerca a la Universitat de Leicester (Regne Unit) on va investigar la diversitat i la dinàmica del cromosoma Y humà, pocs anys abans de crear a Barcelona, el 2004, el seu propi grup d’investigació a la Universitat Pompeu Fabra.
El seu treball de recerca s'ha centrat a investigar diferents aspectes de la diversitat genètica humana, inclosa l’adaptació humana i l’arquitectura de la predisposició genètica a malalties complexes. Més enllà de la detecció de la petjada de la selecció natural en el propi genoma, el seu grup pretén dilucidar les variants genètiques i els fenotips moleculars subjacents a la base genètica de diferents adaptacions humanes presumiblement relacionades amb la immunitat i la interacció patògena, la dieta i el contingut de micronutrients.
El 2013, va ser guardonada amb el Premi a la Docència Destacada del Consell Social de la UPF. El 2015, ICREA Academia va reconèixer la seva excel·lència investigadora.